# Локомотив (футбольний клуб, Київ)
«Локомоти́в»  — український професійний футбольний клуб з міста Києва, що бере участь в українській Другій лізі, найвідоміший футбольний клуб Києва до появи «Динамо», підпорядковувався Південно-Західній залізниці. Заснований у 1919 році та на сьогодні найстаріший професійний клуб міста.
Назви клубу: «Залдор» (1919—1935), «Локомотив» (1936—1940, 1941— н.ч.), «Локомотив Півдня» (1940).

## Історія

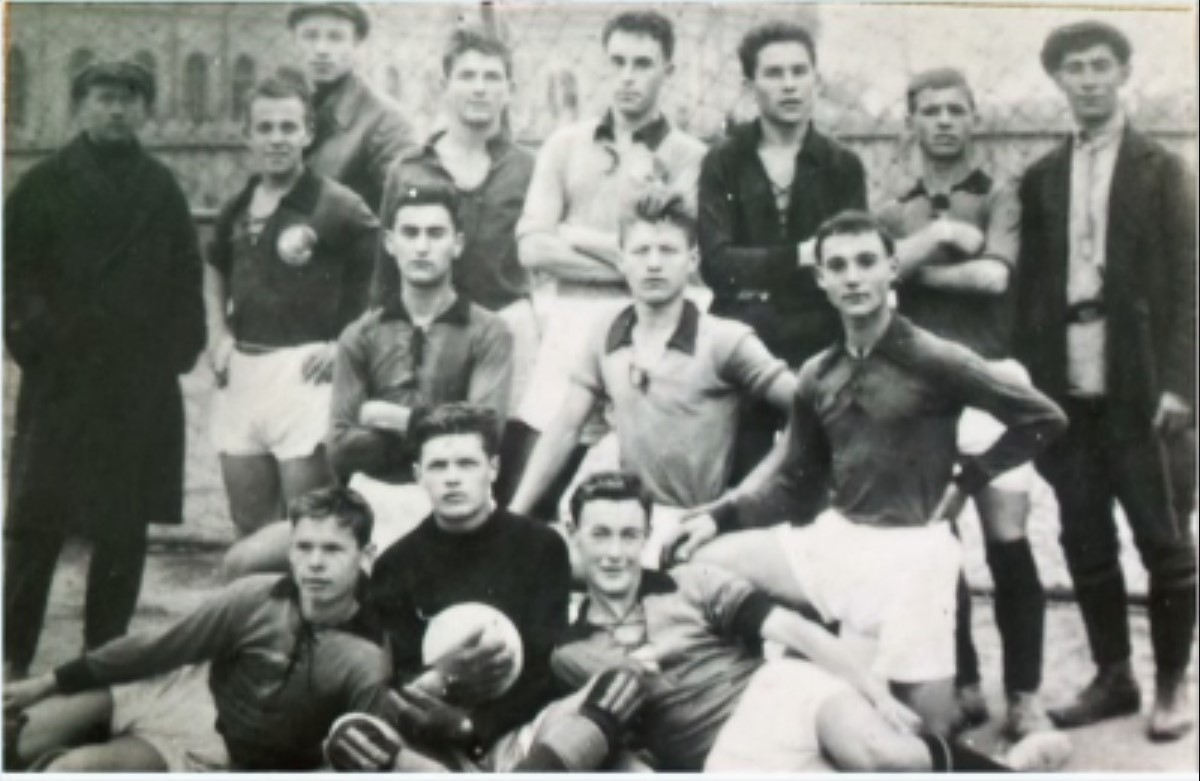
1919 р. заснування футбольної команди «Залдор» Київської залізниці

1919 — заснування футбольної команди «Залдор» Київської залізниці. 

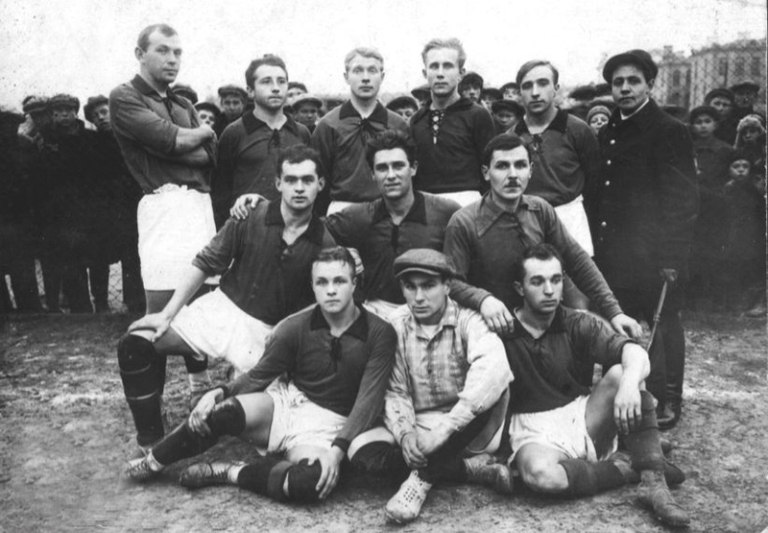
Желдор 1926 р., Чемпіони Києва.jpg

2 серпня 1925 — відкриття Стадіону залізничників, перейменування команди в «Локомотив»
1933–1934 — зміна назви та перша реконструкція стадіону «Локомотив».
1935 —  виступ «Локомотиву» в чемпіонаті УРСР.
1936 — створення оновленого логотипу футбольного клубу «Локомотив».
1938 — стадіон «Локомотив» головна арена для проведення матчів найвищого дивізіону чемпіонату СРСР з футболу. Футбольна команда «Локомотив» фіналіст кубку УРСР та IV місце Кубку СРСР.
Збереглася стаття в газеті «Красный спорт, «Третье поражение подряд» (рос.) 21 травня 1938 року, де зазначалося, що Спартак (Ленінград) втретє поспіль зазнав поразки на полі, на цей раз перемогу над Спартаком одержав київський Локомотив з рахунком 3:2, (2:1) у першому таймі.
1947 — футбольна команда «Локомотив» посіла ІІІ місце в чемпіонаті УРСР.
Найвище досягнення — 17-е місце в чемпіонаті СРСР серед команд вищої ліги у 1938 році. Також клуб був неодноразовим переможцем першості Києва. У 1947 команду розформували, шляхом переведення гравців команди у клуб «Локомотив» Москва. Надалі вона виступала лише серед аматорів.
1980 — оновлено склад дорослої футбольної команди «Локомотив» для участі в Чемпіонаті УРСР.
На початку XXI століття стадіон перебував на грані зникнення, існувала ймовірність побудови на його місці елітного фітнес-центру, однак у 2011–2012 р.р.— реконструкція стадіону «Локомотив», під час якої стадіон отримав зручні пластикові сидіння на трибунах та новітнє штучне покриття газону моделі Limonta MAX S 60. Окрім основного поля розміром 104×68 м за одними з воріт розміщений додатковий майданчик меншого розміру зі штучним покриттям. Навколо поля обладнано бігові доріжки.

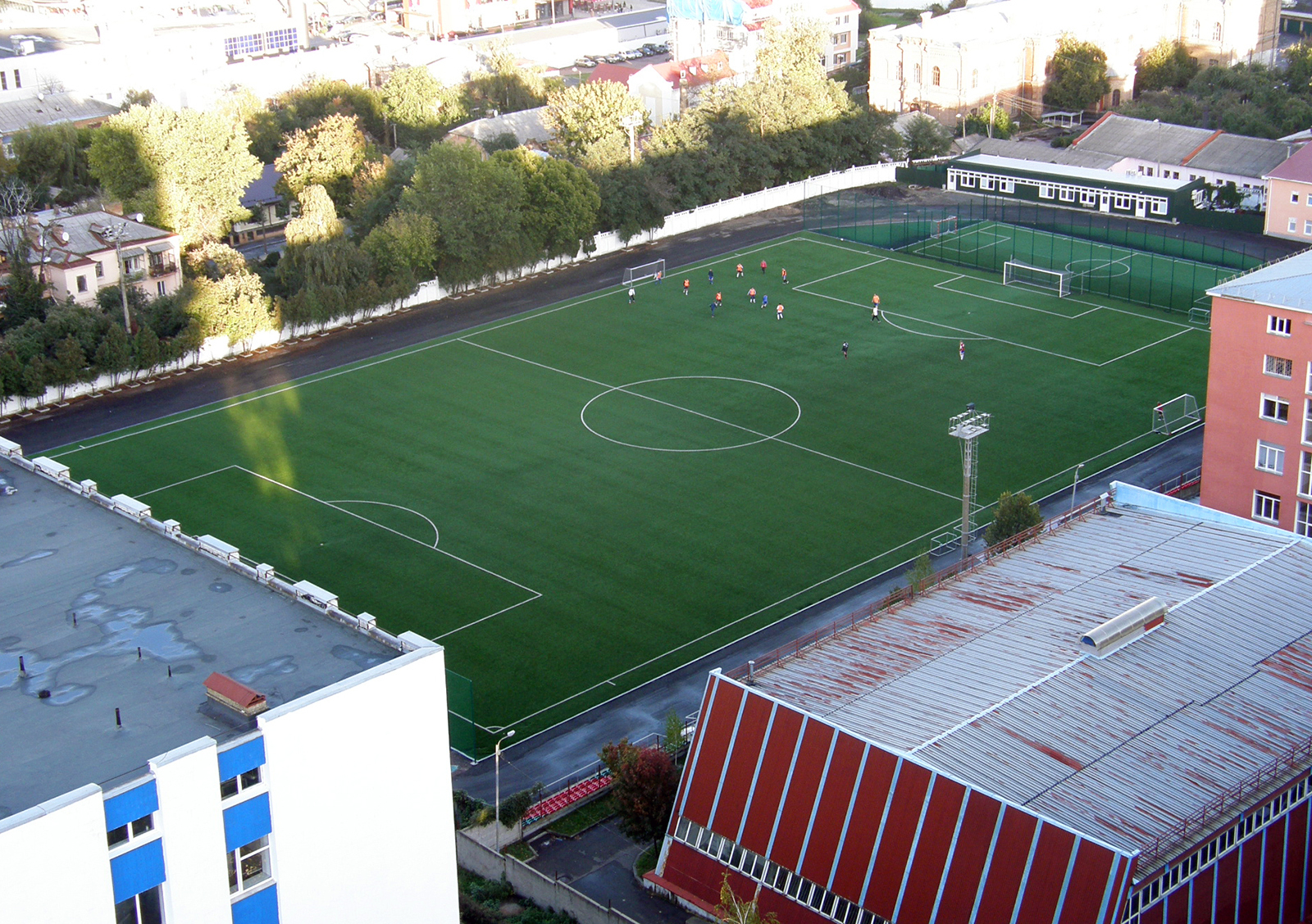
Стадіон «Локомотив» в Києві.

В сезоні 2017 року клуб став чемпіоном м. Києва обігравши ФК «Легія» Київ з рахунком 1:0, матч відбувся 17 червня 2018 року.
2019 — команда «Локомотив» (U-21) переможець першості Києва вищої ліги, відроджено дитячо-юнацьку спортивну школу «Локомотив», команда «Локомотив» (2002 р.н.) чемпіон України першої ліги, команда «Локомотив» (2003 р.н.) переможець першості Києва першої ліги, команда «Локомотив» (2009 р.н.) переможець першості Києва вищої ліги, команда «Локомотив» (2010 р.н.) переможець чемпіонату Києва з футзалу вищої ліги.
Станом на 2021 рік клуб грає у вищій лізі чемпіонату Києва, та провів ребрендинг логотипу і форми.

В червні 2023 року Локомотив підвищив свою кваліфікацію та пройшов до 2-ї ліги Чемпіонату України з футболу.У липні 2023 року керівництво клубу заявило, що готове позиватись до міжнародного суду, щоб відстояти право на бренд.
|  | Цю емблему та кольори придумали працівники київського залізничного вокзалу, а зелений та червоний — колір семафора. Ми плануємо підняти цю тему в міжнародному суді для того, щоб відстояти право на бренд, — додав Єгоров. |

У липні 2023 року новим головним тренером був призначений Уманець Руслан, який раніше працював в донецькому «Олімпіку», перед початком чемпіонату України та матчами за Кубок України було підписано контракти з рядом вихованців академії ФК «Локомотив» та гравцями, які перейшли з інших українських футбольних клубів, також в складі команди залишились гравці, які грали ААФУ під керівництвом головного тренера Валерія Гаврилова.
3 серпня 2023 року на НТК ім. Баннікова ФК «Локомотив» зіграв перший матч після підвищення кваліфікації до рівня Другої ліги. Супротивником в рамках другого відбіркового туру Кубку України став ФК «Діназ» (Вишгород), перемогу одержав Локомотив з рахунком 1:0. Переможний гол на 57-й хвилині матчу забив Віктор Сахнюк. Після перемоги потрапила до Третього попереднього етапу, та за результатами жеребкування , клуб змагався 15 серпня 2023 року проти команди «Лівий берег» (Київ), за право виходу до 1/16 фіналу Кубока України 2023-24, проте зазнав поразки від гостей 0:2. Матч відбувся на стадіоні НТК ім. Баннікова, де надалі «Локомотив» продовжить проводити домашні матчі Чемпіонату України.
25 вересня 2023 року клуб заявив, що за обопільною угодою, Руслан Уманець припинив свої повноваження головного тренера першої команди.
26 вересня клуб підписав контракт з Лазоренком Вадимом взявши його на посаду головного тренера.
23 січня 2024 року, вналідок ворожої ракетної атаки зі сторони Російської Федерації, знищено головний корпус в якому знаходились роздягальні, спортивний зал та адмінкорпус футбольного клубу Локомотив.
5 травня 2025 року клуб повідомив, що припиняє співпрацю з головним тренером Вадимом Лазоренком, виконуючим обов’язки головного тренера призначено Назара Ярославовича Козака.
1 серпня 2025 року на посаді головного тренера клубу у виїзному матчі проти ФК Діназ було представлено Карпенка Сергія, згідно заявки ПФЛ.

## Гравці «Залдора»
За даними Валентина Євгеновича Волкова, який до війни грав за «Залдор», в ранзі чемпіонів Києва залізничники 5 серпня 1923 року в Петрограді перемогли сильну команду «Петровський» з рахунком 2:1: воротар Василь Ямковий, беки Лабковський і Василь Весеньєв, хавбеки — Василь Курбатов, Олександр Фенцель, Ломакін, форварди — Георгій Швецов, Костянтин Костін, Михайло Товаровський, Василь Бойко і Олексій Крупицький.
В середині 1920-х років за команду виступали — Василь Ямковий, Василь Весеньєв, Михайло Товаровський, Сергій Бардадим, Георгій Швецов, Василь Бойко, Долгов, Олександр Фенцель, Макар Гончаренко, Михайло Свиридовський, Афанасій Поталов, Василь Правовєров та інші.
1930-х у складі команди були також: Герман Саблін, Анатолій Радзівінович, Василь Сухарєв, Володимир Балакін, Павло Францев, Олександр Галкін, Олександр Шацький, Костянтин Авраменко, Федір Кузьменко, Йосип Качкін.
Головні тренери — Швецов Георгій Дмитрович. Свиридовський Михайло Миколайович

## Результати
- Чемпіонат УРСР:
  -  Бронзовий призер (2): 1936 (весна), 1947
- Кубок УРСР:
  -  Фіналіст: 1938

- Чемпіонат Києва:
  -  Чемпіон (23): 1922 (весна), 1922 (осінь),1923 (весна), 1923 (осінь), 1924 (весна), 1924 (осінь), 1925 (весна), 1925 (осінь), 1926 (весна), 1926 (осінь), 1927 (осінь), 1934, 1935, 1937 (осінь), 1938 (весна), 1939 (весна), 1939 (осінь), 1946, 1947, 1950, 1951, 1994/95, 2017
  -  Срібий призер: 2019/20
  -  Бронзовий призер (2): 2017/18, 2020/21

### Виступи в чемпіонатах СРСР та УРСР
| Сезон        | Змагання                    | Місце | І  | В  | Н | П  | М     | О  | Тренер       | Примітки |
| 1936 (весна) | Група «В»                   | 8     | 7  | 1  | 1 | 5  | 7-12  | 10 | ?            |          |
| 1936 (осінь) | Група «Г»                   | 3     | 5  | 1  | 3 | 1  | 7-6   | 10 | ?            |          |
| 1937         | Група «В»                   |       | 9  | 6  | 0 | 3  | 20-13 | 21 | ?            |          |
| 1938         | Група «А»                   | 17    | 25 | 8  | 5 | 12 | 43-64 | 21 | Шевцов О. Т. |          |
| 1939         | Група «Б»                   | 11    | 22 | 11 | 2 | 9  | 40-33 | 24 | ?            |          |
| 1940         | Група «Б»                   | 7     | 26 | 11 | 4 | 11 | 33-34 | 26 | ?            |          |
| 1946         | Чемпіонат УРСР, центр       | 5     | ?  | ?  | ? | ?  | ?     | ?  | ?            |          |
| 1947         | Чемпіонат УРСР, перша група | 3     | ?  | ?  | ? | ?  | ?     | ?  | ?            |          |

### Кубок СРСР
| Сезон | Змагання   | Місце | І | В | Н | П | М   | О | Тренер       | Примітки |
| 1936  | Кубок СРСР | 1/32  | 1 | 0 | 0 | 1 | 1-6 | 0 | ?            |          |
| 1937  | Кубок СРСР | 1/64  | 1 | 0 | 0 | 1 | 0-3 | 0 | ?            |          |
| 1938  | Кубок СРСР | 1/4   | 4 | 3 | 0 | 1 | 8-6 | 6 | Шевцов О. Т. |          |
| 1939  | Кубок СРСР | 1/32  | 1 | 0 | 0 | 1 | 0-1 | 0 | ?            |          |

### Статистика виступів клубу вААФУ
| Сезон                            | Місце | І  | В | Н | П | М    | О  | Тренер           | Примітки |
| Чемпіонат України серед аматорів |       |    |   |   |   |      |    |                  |          |
| 2021/22                          | 10/10 | 9  | 0 | 0 | 9 | 4-31 | 0  | Гаврилов Валерій |          |
| 2022/23                          | 5/8   | 14 | 6 | 3 | 5 | 17-9 | 21 | Гаврилов Валерій |          |
| Кубок України серед аматорів     |       |    |   |   |   |      |    |                  |          |
| 2022/23                          | 1/4   | 4  | 2 | 0 | 2 | 8-8  | 6  | Гаврилов Валерій |          |

### Статистика виступів клубу в чемпіонатах України
| Сезон   | Ліга      | Місце   | І  | В | Н | П  | М     | О  | Тренер                               | Примітки |
| 2023/24 | Друга     | 10 з 15 | 26 | 7 | 7 | 12 | 34-43 | 28 | Вадим Лазоренко                      |          |
| 2024/25 | Друга «Б» | 3 з 10  | 18 | 9 | 3 | 6  | 22-21 | 30 | Вадим Лазоренко, Назар Козак (в. о.) |          |
| 2025/26 | Друга «Б» | 4 з 11  | 2  | 1 | 1 | 0  | 2-4   | 4  | Карпенко Сергій                      | триває   |

## Емблеми клубу
У 1936 році на логотипі клубу залізничників розмістили велику букву «Л» з паровозом, що виїжджає через неї.
Згодом технічний прогрес витіснив парову машину - на емблемі з'явилося спрощене зображення тепловоза ТЕ3 зеленого кольору; разом із червоною літерою «Л» вони і стали кольорами клубу.

## Склад команди
Станом на 9 травня 2025  року відповідно до офіційної заявки на сайті ПФЛ
| №  | Поз. | Нац.    | Гравець              |
| -- | ---- | ------- | -------------------- |
| 1  | ВР   | Україна | Артем Горковець      |
| 2  | ЗХ   | Україна | Павло Багрій         |
| 3  | ЗХ   | Україна | Віталій Мячин        |
| 7  | НП   | Україна | Богдан Мордас        |
| 8  | ПЗ   | Україна | Артем П'ятибрат      |
| 9  | ПЗ   | Україна | Дмитро Пуди          |
| 10 | ПЗ   | Україна | Іван Мочевінський    |
| 11 | ПЗ   | Україна | Олексій Сахненко     |
| 12 | ВР   | Україна | Арсен Бєліменко      |
| 13 | ПЗ   | Україна | Артем Єсаулов        |
| 14 | ПЗ   | Україна | Володимир Чернецький |
| 15 | ЗХ   | Україна | Олександр Ніколишин  |
| 18 | ЗХ   | Україна | Ян Скотаренко        |

| №  | Поз. | Нац.    | Гравець               |
| -- | ---- | ------- | --------------------- |
| 19 | НП   | Україна | Іван Романчук         |
| 21 | ПЗ   | Україна | Ілля Єршов            |
| 23 | НП   | Україна | Максим Майтак         |
| 25 | ПЗ   | Україна | Олександр Кононов     |
| 36 | ЗХ   | Україна | Назар Назаренко       |
| 44 | ПЗ   | Україна | Тимур Тітаренко       |
| 55 | ЗХ   | Україна | Олександр Пось        |
| 63 | ЗХ   | Україна | Артем Васько          |
| 69 | ПЗ   | Україна | Данііл Клок           |
| 71 | ВР   | Україна | Владислав Закорський  |
| 91 | ПЗ   | Україна | Олександр Постемський |
| 99 | ПЗ   | Україна | Євгеній Ярмак         |

## Тренерський штаб
| Головний тренер (в.о.)       | Карпенко Сергій    |
| Помічник головного тренера   | Гаді В'ячеслав     |
| Тренер воротарів             | Товт Андрій        |
| Адміністратор клубу          | Блазунь Владислав  |
| Лікар                        | Станіслав Савельєв |
| Тренер з фізичної підготовки | Михайлюк Тарас     |

### Академія
Дитячо-юнацька академія налічую близько 580 футболістів, тренерами різних вікових команд є 9 спеціалістів, які мають ліцензії УЄФА.
| Тренер U-19, 2015 р.н.                 | Будзько Олег       |
| Тренер 2006р.н.; 2014 р.н.             | Кондратюк Богдан   |
| Тренер 2011р.н.                        | Богатирчук Іван    |
| Тренер 2008 р.н.; 2018 р.;             | Єрмоленко Павло    |
| Тренер 2012 р.н.                       | Калініченко Сергій |
| Тренер 2009 р.н.; 2010 р.н.; 2011 р.н. |                    |
| Тренер 2007 р.н.; 2017 р.н.            | Новиченко Валентин |
| Тренер 2013 р.н.                       | Ткачук Дмитро      |
| Тренер 2016 р.н.                       | Єрмоленко Андрій   |

## Відомі гравці
- Михайло Товаровський
- Костянтин Фомін
- Макар Гончаренко
- Віктор Мельник
- Олександр Яковенко
- Євгеній Демиденко
- Антон Каніболоцький
- Олексій Довгий
- Сергій Шаповал
- Андрій Ярмоленко